# Тілопо фіджійський
Тілопо фіджійський (Ptilinopus porphyraceus) — вид голубоподібних птахів родини голубових (Columbidae). Мешкає на островах Полінезії.

## Підвиди
Виділяють два підвиди:
- P. p. porphyraceus (Temminck, 1821) — Ніуе, Тонга і Фіджі;
- P. p. fasciatus Peale, 1849 — Самоа.

До 2016 року мікронезійські і косрейські тілопо вважалися підвидами фіджійського тілопо. Деякі дослідники також виділяють підвид P. p. fasciatus у окремий вид .

## Поширення і екологія
Фіджійські тілопо мешкають на Фіджі, Тонзі, Ніуе, Самоа і Американському Самоа, а також на островах Волліс і Футуна. Вони живуть в тропічних і мангрових лісах.